# 酒巻洋子
酒巻 洋子（さかまき ようこ）は、日本の編集者、ライター、カメラマン。
女子美術大学デザイン科を卒業後、渡仏。パリの料理学校、ル・コルドン・ブルーに留学。帰国後、編集プロダクション、出版社勤務を経てフリーに。2003年に再び渡仏し、フランス人のパートナーとパリ郊外在住。

## 著書
- 『パン屋さんのフランス語』 三修社、2006年3月
- 『フランスバゲットのある風景』 産業編集センター、2006年4月
- 『お散歩しながらフランス語』 三修社、2007年6月
- 『カフェでフランス語』 三修社、2007年6月
- 『パリ犬』 産業編集センター、2007年12月
- 『シャンブル・ドットで見つけた フランス流雑貨生活』 新紀元社、2008年4月
- 『お家でフランス語』 三修社、2008年5月
- 『マルシェでフランス語』 三修社、2008年10月
- 『パリのマルシェのレシピ』 新紀元社、2009年5月
- 『パリにゃん』 産業編集センター、2009年5月
- 『お買い物しながらフランス語』 三修社、2009年10月
- 『パリのコンフィズリー―砂糖菓子・チョコレート・マカロン・焼き菓子…パリの老舗のお菓子屋さんと毎日のおやつ』マーブルトロン、2010年2月
- 『お花屋さんでフランス語』 三修社、2010年8月
- 『シャンブル・ドットで見つけた　パリ流インテリア』 新紀元社、2010年12月
- 『お菓子屋さんでフランス語』 三修社、2011年7月
- 『クリエイター・アトリエで見つけた　パリ流手作り生活』 新紀元社、2011年12月
- 『パリにゃんII』 産業編集センター、2012年2月
- 『旅しながらフランス語』 三修社、2012年9月
- 『雑貨屋さんちで見つけた パリ流雑貨インテリア』 新紀元社、2012年12月
- 『パリのプチホテル』 産業編集センター、2013年2月
- 『ここからはじめるフランス語』 三修社、2013年8月
- 『貸しアパルトマンで見つけた パリ流暮らしのインテリア』 新紀元社、2013年12月
- 『フランス 暮らしの中のかわいい民芸』　パイインターナショナル、2014年3月